# Maria Andreae
Maria Andreae (1550–1632), was een Duitse apotheker.

In 1606 werd ze door de hertogin van Württemberg, Sibylla van Anhalt, benoemd tot apotheker van het hof van Württemberg, als opvolger van Helena Magenbuch. Dit was in deze periode een zeer ongebruikelijke positie voor een vrouw.
- Gemeinsame Normdatei: 1012154815
- Virtual International Authority File: 171122630